# Hugh O’Flaherty
Hugh O’Flaherty (ur. 28 lutego 1898 w Lisrobin, zm. 30 października 1963 w Cahersiveen) − irlandzki ksiądz, urzędnik Kurii Rzymskiej, który ocalił około 4000 żołnierzy alianckich i Żydów w Watykanie podczas II wojny światowej, prałat.

## Życiorys

### Przed II wojną światową
Hugh O’Flaherty urodził się w Lisrobin w Kerry w Irlandii, studiował filozofię i teologię w seminarium duchownym w Killarney. Został wysłany do Rzymu w 1922 w celu ukończenia studiów. Święcenia kapłańskie przyjął 20 grudnia 1925. Po święceniach został zatrudniony jako urzędnik w Watykanie. Pracował jako watykański dyplomata w Egipcie, na Haiti, w Santo Domingo i Czechosłowacji. W 1934 został prałatem.
Mimo swoich kościelnych obowiązków, uprawiał czynnie sport. Grał w golfa i w piłkę nożną, zdobywał tytuły w amatorskim boksie.

### II wojna światowa
W pierwszych latach II wojny światowej prałat O’Flaherty odwiedzał obozy jenieckie na terenie Włoch, dopytując się o więźniów. O ile to było możliwe, informował rodziny o ich losie na antenie Radia Watykańskiego.
Gdy w 1943 Włochy przeszły na stronę aliantów, tysiące brytyjskich jeńców wojennych opuściło obozy. Ci, którzy pamiętali wizyty O’Flaherty’ego, próbowali odnaleźć go w Rzymie, by uzyskać jakąś pomoc. Również szukający wsparcia w przedstawicielstwie irlandzkim, jedynym angielskojęzycznym działającym na terenie Włoch w tym czasie, przez żonę ambasadora Delię Murphy trafiali ostatecznie do prałata O’Flaherty’ego. Ten organizował pomoc, nie czekając na zgodę swoich przełożonych. W tę działalność byli zaangażowani dwaj nowozelandzcy księża Owen Snedden i John Flanagan, agenci Wolnej Francji: François de Vial i Yves Debroise, a nawet komuniści. Za strukturę operacyjną i bezpieczeństwo akcji pomocowej odpowiadał brytyjski płk. Sam Derry wraz z innymi brytyjskimi oficerami, byłymi jeńcami Furmanem i Simpsonem oraz kanadyjskim kpt. Byrnesem. O’Flaherty utrzymywał kontakty z brytyjskim ambasadorem w Watykanie, sir D'Arcym Osbornem. Grupa O’Flaherty’ego ukryła 4000 uciekinierów – żołnierzy i Żydów – w prywatnych mieszkaniach, w gospodarstwach rolnych i w domach zakonnych. Jedna z pierwszych kryjówek zlokalizowana była w pobliżu rzymskiej siedziby SS. Głównymi koordynatorami przedsięwzięcia byli O’Flaherty i Derry. Gdy prałat opuszczał Watykan, dla niepoznaki przebierał się w świeckie stroje.
Władze niemieckie chciały uniemożliwić prowadzenie działalności pomocowej. Gdy zorientowały się, iż mózgiem całej akcji jest ksiądz z Watykanu, próbowały go zabić. Chociaż znały jego tożsamość, bez złamania prawa nie mogły go aresztować, dopóki pozostawał na terenie watykańskim. Gdy ambasador niemiecki poinformował ks. O’Flaherty’ego, że władze okupacyjne są świadome jego działalności, prałat zaczął spotykać się z członkami organizacji na schodach bazyliki św. Piotra, na terenie Watykanu.
Z prałatem O’Flaherty współpracowali w tajemnicy księża, zakonnicy i świeccy, ukrywając uciekinierów we własnych domach w Rzymie i okolicy. Wśród nich byli augustianie z Malty: oo. Egidio Galea, Aurelio Borg, Ugolino Gatt oraz świecki brat Robert. Kolejną osobą, która była zaangażowana w organizację pomocy i ukrywanie jeńców i Żydów, była urodzona na Malcie wdowa Chetta Chevalier. Chevalier ukrywała ich we własnym domu, razem z jej własnymi dziećmi. Jej działalność nie została wykryta. Żydowskie nabożeństwa były odprawiane w bazylice św. Klemensa, pod obrazem Tobiasza. Świątynia ta była pod jurysdykcją rządu irlandzkiego.
Herbert Kappler, SS-Obersturmbannführer, szef SS i Gestapo w Rzymie, dowiedziawszy się o działalności watykańskiego purpurata, nakazał namalować białą linię na granicy pomiędzy Watykanem a Włochami. Gdyby O’Flaherty ją przekroczył, należało go natychmiast zastrzelić. 
Gdy siły alianckie dotarły w czerwcu 1944 do Rzymu, 6425 uchodźców wciąż pozostawało przy życiu. Ks. O’Flaherty wymógł, by więźniowie niemieccy byli traktowani z respektem. Następnie poleciał do RPA, by spotkać się z włoskimi jeńcami, jak również do Jerozolimy, by zbadać sytuację uchodźców żydowskich.
Z 9700 Żydów rzymskich 1700 zginęło w niemieckim obozie koncentracyjnym Auschwitz-Birkenau, a 5000 uniknęło zagłady. Kościół katolicki, m.in. dzięki działalności ks. O’Flaherty’ego, pomógł w schronieniu 3000 w Castel Gandolfo, 200 do 400 wśród „członków” Gwardii Palatyńskiej, około 1500 w klasztorach, konwentach i kolegiach katolickich. Pozostałych 3700 ukrywało się w prywatnych domach.

### Po II wojnie światowej
Prałat Hugh O’Flaherty został uhonorowany Orderem Imperium Brytyjskiego, amerykańskim Medalem Wolności, odznaczeniami rządu Kanady i Australii. O’Flaherty nie przyjął przyznanej mu przez rząd włoski dożywotniej renty.
W latach 50. XX wieku ks. O’Flaherty był notariuszem Kurii Rzymskiej. Jego podpis widnieje na dokumencie, w którym zabroniono odmawiania Koronki do Miłosierdzia Bożego, znanej z objawień Faustyny Kowalskiej.
Prałat O’Flaherty regularnie odwiedzał w więzieniu swojego dawnego nieprzyjaciela, ppłk. Herberta Kapplera. Czynił to miesiąc po miesiącu, będąc jedynym odwiedzającym. W 1959 Kappler przeszedł na katolicyzm i został ochrzczony przez O’Flaherty’ego.
W 1960 Hugh O’Flaherty doznał poważnego udaru mózgu w czasie sprawowania mszy św. i został zmuszony do powrotu do Irlandii. Na krótko przed udarem została potwierdzona jego nominacja na nuncjusza w Tanzanii. Po powrocie do ojczyzny O’Flaherty zamieszkał ze swoją siostrą Bride Sheehan w Cahersiveen.
Hugh O’Flaherty zmarł 30 grudnia 1963 roku, w wieku 65 lat. Pochowano go na cmentarzu przy Daniel O’Connell Memorial Church w Cahersiveen.
W Killarney National Park w Irlandii na jego cześć zasadzono drzewa, nazwane Hugh O’Flaherty Trees.

## Postać ks. O’Flaherty’ego w kulturze
W 1967 ukazała się publikacja Josepha Petera Gallaghera Purpura i czerń: prawdziwa historia monsiniora Hugh O’Flaherty’ego, bohatera watykańskiego podziemia (wydanie polskie 2010, Wydawnictwo PROMIC).
W 1983 powstał film telewizyjny Purpura i czerń (ang. The Scarlet and the Black) na podstawie książki J.P. Gallaghera Scarlet pimpernel of the Vatican z Gregorym Peckiem w roli głównej, w którym zostały przedstawione losy O’Flaherty’ego od zajęcia Rzymu przez Niemców aż do wyzwolenia miasta przez wojska alianckie. Peck wystąpił też w roli O’Flaherty’ego w powstałym w 2006 słuchowisku BBC Radio 4 o losach Herberta Kapplera, proszącego o azyl na terenie Państwa Watykańskiego.
W 2008 irlandzkojęzyczna telewizja TG4 nadała 51-minutowy film dokumentalny o Hughu O’Flahertym. Film wydano na DVD pt. Pimpernel sa Vatican (ang. tytuł The Pimpernel of the Vatican − The Amazing Story of Monsignor Hugh O’Flaherty).